# 谢尔盖·川越
谢尔盖·川越（俄语：Серге́й Си́рович (Си́рыч) Каваго́э，1953年6月25日—2008年9月3日），日裔俄罗斯音乐家，莫斯科摇滚乐队时光机、Voskreseniye和鹦鹉螺号的联合创始人。其父亲川越四郎（音译）在被征召入伍（關東軍）之前是一名学习德语的语言学学生，在第二次世界大战期间被苏联俘虏，作为战俘入狱，于1950年代留在苏联，但保留日本国籍。
1993年，谢尔盖·川越來到日本投靠亲戚，並在东京俄语学院教授俄语。谢尔盖·川越遲遲未能獲得日本永久居留许。由于北方領土問題导致俄日关系緊張，俄语专业的学生人數也在减少。川越一家又决定移民加拿大。來到加拿大後，川越也沒有找到工作。2008年9月3日晚，他在自家公寓的浴室里去世。死亡原因为血栓引起的急性心力衰竭。